# Jardín Botánico de la Universidad de Hokkaidō
El Jardín Botánico de la Universidad de Hokkaidō, (北海道大学植物園 Hokkaidō Daigaku Shokubutsuen) es un jardín botánico de unas 13.3 hectáreas, que se encuentra próximo al centro de la ciudad de Sapporo, Japón. 
Pertenece administrativamente a la Facultad de Agricultura de la Universidad de Hokkaidō sirviendo primordialmente para propósitos educacionales y científicos. También pagando una entrada sirve como lugar de ocio donde pasar un día de campo y merendar siempre y cuando las bebidas que se consuman sean sin alcohol. 
El código de reconocimiento internacional del Hokkaidō Daigaku Shokubutsuen como institución botánica (en el Botanical Gardens Conservation International - BGCI), así como las siglas de su herbario es SAPPO.

## Localización
Se encuentra en la zona de vegetación bioclimática orohemiboreal y baja oroboreal correspondiendo a la misma que el Jardín Botánico de la Universidad de Helsinki.
El jardín botánico se encuentra a seis manzanas o 10 minutos andando al suroeste de la estación de Sapporo.
Hokkaidō Daigaku Shokubutsuen Faculty of Agriculture, Hokkaido University, N-3, W-8, Chuo-Ku, Sapporo 060, Hokkaidō, Japón.
Planos y vistas satelitales.43°3′49.2″N 141°20′32.9″E / 43.063667, 141.342472
El jardín es visitable por el público en general, de 9:00 a 16:30, del domingo al martes, pagando una tarifa de 400 yen de entrada. El jardín se cierra del 29 de diciembre al 3 de enero.

## Historia
El jardín botánico fue fundado en 1886 siendo el primer jardín botánico adscrito a Universidad del Japón, como parte del Antiguo "Sapporo Agricultural College", y ahora es el segundo jardín botánico más antiguo de Japón, después del Jardín Botánico Koishikawa. 
Actualmente forman parte de la Escuela de Agricultura de la Universidad, y contienen una pequeña parte del bosque antes que cubriala llanura de Ishikari.
Al jardín botánico se le produjo un grave daño en el año 2004 debido a un tifón.

## Colecciones

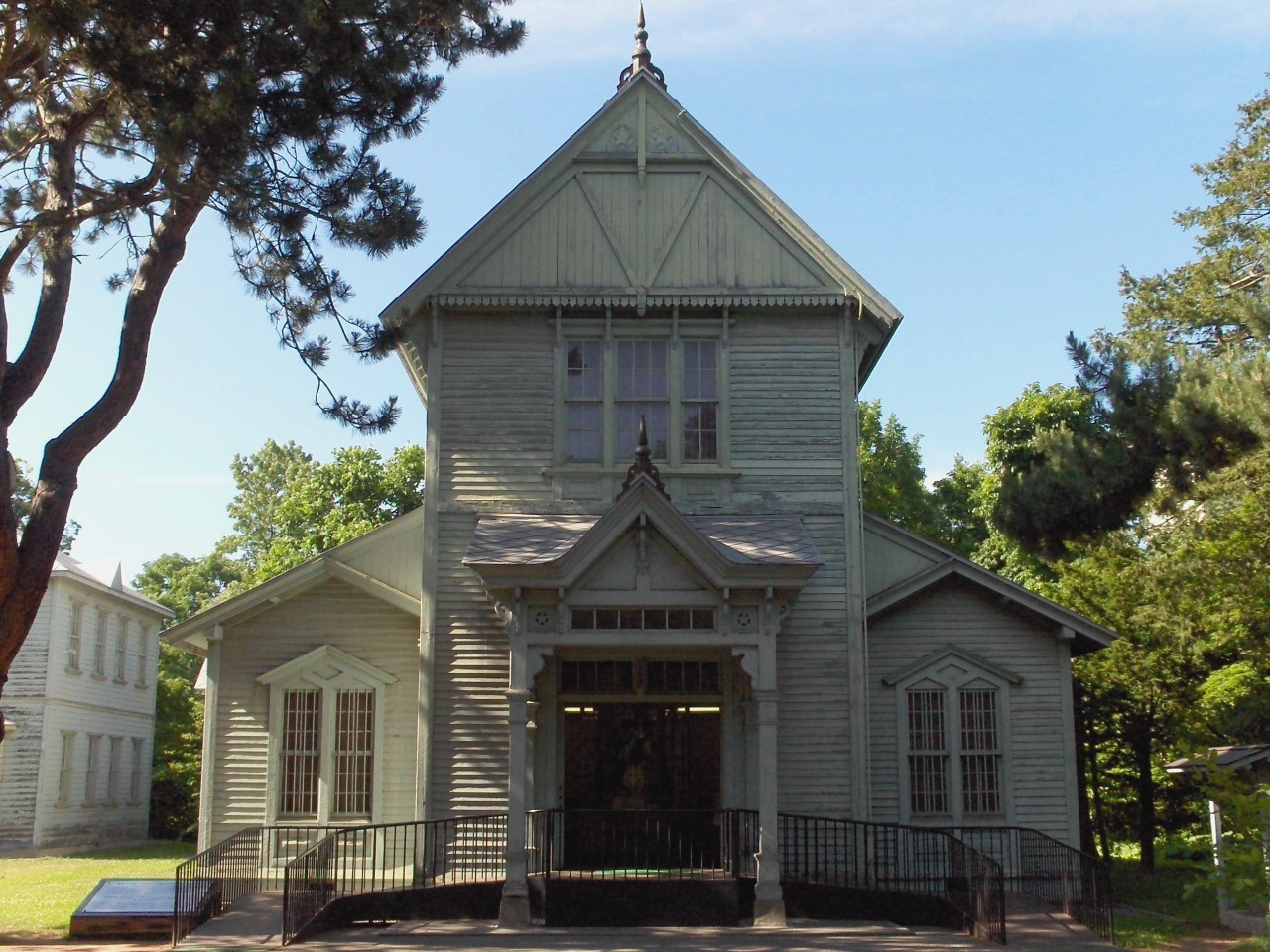
Museo de Historia Natural dentro del jardín botánico.

El Jardín Botánico de la Universidad de Hokkaido con unas 5.000 especies de plantas procedentes de todo el mundo, se ha estado utilizando como campo de prácticas para la educación farmacéutica y en actividades investigadoras.
Entre sus colecciones son de destacar:
- Alpinum, con una extensión de 3,290.00 m² y unas 300 especies de plantas de alta montaña de Japón y de otras zonas del mundo procedentes de montañas y de las zonas bioclimáticas orohemiboreal y baja oroboreal.
- Jardín de arbustos
- Invernaderos, con uno de plantas tropicales y otro de plantas de clima templado, es la única parte visitable por el público, en los meses en los que el resto está cubierto con una densa capa de nieve.
- Jardín de plantas herbáceas
- Bosque original, el jardín botánico preserva una pequeña parte de bosque virgen, en el que las especies arbóreas dominantes son Ulmus japonica y Acer mono. Bosque que antiguamente cubría la planicie de Ishikari de suelo rico y profundo.
- Jardín de Trillium
- Sala de exposiciones, con 118.24 m² de área, donde se exhiben 200 muestras de plantas, drogas procedentes de plantas crudas.
- Museo de Historia Natural y Museo Ainu, museo etnológico del antiguo pueblo Ainu, pueblo aborigen de la isla de Hokkaidō. Además se exhiben muestras biológicas, y el cuerpo disecado de Taro, una de los dos perros de trineo sobrevivientes de la misión Antártida de Japón de 1958.